# Pratella
Pratella là một đô thị ở tỉnh Caserta trong vùng Campania của Ý, có vị trí cách khoảng 60 km về phía bắc của Napoli và khoảng 40 km về phía tây bắc của Caserta. Tại thời điểm ngày 31 tháng 12 năm 2004, đô thị này có dân số 1.689 người và diện tích là 34,5 km².
Pratella giáp các đô thị: Ailano, Ciorlano, Prata Sannita, Presenzano, Sesto Campano, Vairano Patenora.